# أرتا نوفمتان
أرتا نوفمتان هي بلدة في مقاطعة بخارى في ولاية بخارى في أوزبكستان.